# Eclimus fascipennis
Eclimus fascipennis är en tvåvingeart som först beskrevs av Samuel Wendell Williston  1901.  Eclimus fascipennis ingår i släktet Eclimus och familjen svävflugor. Inga underarter finns listade i Catalogue of Life.